# Agflación
La agflación (término proveniente de agricultura e inflación) describe un proceso de inflación generalizada como consecuencia de un aumento de precios de los productos agrícolas. Se describe así una situación en la que factores "externos" que normalmente no se toman en consideración para el cálculo de la tasa de inflación producen un aumento de esta.
El término fue acuñado a finales de los años 2000, posiblemente por analistas de Merrill Lynch a principios de 2007.

## Contexto
Actualmente, una gran parte de la producción de maíz se emplea para la producción de etanol, un sustituto del petróleo. Esto ha generado un aumento de la demanda, y, por tanto, un aumento de los precios de los productos agrícolas. Este aumento de precios repercute en el de todos los alimentos que necesita el ser humano, tales como el pan, la pasta, la repostería, e indirectamente la carne y la leche.
No se conoce remedio eficaz a este problema, y las soluciones unilaterales no dan ningún resultado eficaz o incluso consiguen empeorar la situación.